# Mark Warner
Mark Robert Warner (Indianápolis, Indiana, 15 de diciembre de 1954) es un político estadounidense. Miembro del Partido Demócrata. Fue Gobernador de Virginia entre 2002 y 2006.
Nació en Indianápolis, Indiana. Creció en Illinois y más tarde en Connecticut. Atendió la George Washington University, y en 1977 se convirtió en el primer miembro de su familia con estudios universitarios. En 1980 se graduó en Derecho por la Universidad de Harvard.

## Hombre de negocios
A principios de los años 80 trabajó como miembro del staff del senador Christopher Dodd (D - Connecticut). Más tarde optó por el mundo de los negocios. Empezó a trabajar en la industria de la telefonía celular. Colaboró en la fundación de Nextel y fue socio fundador de Columbia Capital, una empresa de capital de inversión en Alexandria, Virginia. Como director general de Columbia Capital contribuyó a la puesta en marcha de más de 50 negocios que ahora emplean a más de 15,000 personas.
Comenzó a darse a conocer en Virginia contribuyendo con la comunidad. Creó un programa llamado TechRiders que ofrecía entrenamiento gratuito en computación en templos e iglesias en el estado de Virginia. Creó también el Consorcio de Tecnología de Virginia para ayudar a estudiantes en las cinco universidades de Virginia a encontrar trabajo en importantes compañías de tecnología. Fundó SeniorNavigator.com, un programa que usa Internet y emplea a voluntarios para agilizar el proceso de encontrar respuestas a las preguntas de salud de la gente mayor en el estado de Virginia y ejerció como director de la Fundación para Servicios de Salud de Virginia, que proveía ayuda médica a ciudadanos que no tenían acceso adecuado a servicios médicos en áreas rurales y urbanas.

## Gobernador de Virginia (2002-2006)
Durante todo ese tiempo no dejó de participar en política. En 1989 ayudó a dirigir la campaña para Gobernador de Douglas Wilder, quien se convertiría en el primer Gobernador afroamericano en la historia de Virginia. Presidió el Partido Demócrata de Virginia, y fue candidato fallido para el Senado de los Estados Unidos en 1996.
Pero su gran momento llegaría en 2001. Ese año decidió presentarse a Gobernador de Virginia. Durante la campaña defendió que el cambio tecnológico estaba delineando la economía y la calidad de vida de los ciudadanos, y abogó por entender los cambios necesarios, desde la manera de educar a los niños hasta la reforma del sistema de impuestos. Ganó la elección y se convirtió en el primer Gobernador demócrata del estado en más de diez años, en un momento en el que no había ni un solo oficial electo a nivel estatal que fuera demócrata en Virginia. Tuvo que gobernar con una asamblea legislativa controlada por los republicanos.
El Gobernador Warner heredó un presupuesto que contenía 6,000 millones de dólares de déficit cuando asumió el poder. Logró eliminar más de setenta comisiones que no consideraba necesarias, cómo también ocho agencias estatales. Redujo la plantilla estatal de trabajadores públicos, e impulsó reformas similares a las del sector privado, incluyendo una nueva ley que requiere que exista un plan para el presupuesto que abarque seis años, no solamente dos, como se requería anteriormente. 
Envió a auditores para analizar la eficiencia de las escuelas. Encontraron que sólo en las primeras ocho divisiones de escuelas, existía el potencial de ahorrar 9,1 millones de dólares. Esto hizo posible que su administración pudiera hacer la inversión en la educación de más grande en la historia de Virginia. La administración también facilitó un aumento, el segundo más grande del país, en el monto de fondos disponibles para la educación universitaria. 
Trabajó con mayorías republicanos en ambas cámaras de la rama legislativa, para lograr la reforma impositiva más extensa del país en los últimos diez años. Un impuesto de ventas y un incremento en el impuesto a los cigarrillos, que en ese momento era el más bajo del país, se combinó con un corte en los impuestos sobre comidas e impuestos sobre la renta, que permitió una inversión a niveles históricos. 
Su administración también se esforzó en atraer a negocios, y mantener y expandir negocios existentes en las regiones rurales de Virginia y en comunidades industriales que habían perdido empleos por la competencia global.
La revista Governing Magazine nombró a Mark Warner como uno de los mejores oficiales públicos del año en el 2004, y el estado de Virginia fue el único estado que recibió nota diez en cada categoría luego de que se completara un estudio llevado a cabo por una organización que estudió la función gubernamental de cada estado (Government Performance Project) en el 2005, otorgándole al estado de Virginia la primera posición en el ranking.
Mark Warner fue elegido presidente de la National Governors Association (2004-2005) y de la Southern Governors Association.

## Elecciones Presidenciales de 2008
En 2006 dio los primeros pasos que hacían presagiar su candidatura a la Presidencia de EE. UU. para las elecciones de 2008. Creó su propió comité de acción política, llamado Forward Together, y visitó algunos de los estados que albergarán las primeras elecciones primarias. Pero en octubre de 2006 anunció que no se presentaría a la Presidencia para no alterar su vida familiar.

## Vida personal
Está casado con Lisa Collis desde 1989. Tienen tres hijas: Madison, Gillian, y Eliza. Es presbiteriano.